# Ram Chandra
Edward Royce Ramsamy, beter bekend als Ram Chandra (Lawrence, 24 mei 1921 - Mackay, 31 juli 1998) was een Australisch herpetoloog en entertainer.

## Biografie
Ramsamy werd in 1921 geboren in het dorpje Lawrence bij Grafton in New South Wales. Begin jaren veertig nam hij deel aan de show The Carnival of Eastern Wonders die rondtrok in Sydney en omgeving. Hij trad daarin op met een slangenact, die The Pit of Death was geheten en in die tijd nam hij de artiestennaam Ram Chandra aan. Bij een van de shows werd Chandra door een tijgerslang gebeten. Hij weigerde aanvankelijk naar het ziekenhuis te gaan en gaf de voorkeur aan een eigen huismiddeltje. Nadat hij last kreeg van onder meer misselijkheid, verlammingsverschijnselen en ademhalingsstoornissen liet hij zich alsnog behandelen. 

### Taipan
In december 1951 kreeg Chandra de beschikking over een taipan die kort daarvoor gevangen was. Chandra molk de slang en stuurde het gif door naar de Commonwealth Serum Laboratories in Melbourne. Chandra werd door de wetenschappelijke autoriteiten als amateur beschouwd en CSL verzocht hem niet om verdere leveranties van taipangif. Begin 1955 wist Chandra opnieuw beslag te leggen op een taipan en hem te melken. Ook dat gif ging naar CSL, dat halverwege dat jaar het eerste tegengif voor de taipan kon distribueren. 
In 1956 moest Chandra zich zelf met dat tegengif laten behandelen, nadat hij door een taipan gebeten was bij een demonstratie voor ambulancepersoneel. Een maand later trok hij de Australische wildernis in om de habitat van de taipan te verkennen, in de hoop dat kennis daarvan tot een doelmatiger distributie van het tegengif kon leiden. Een van de aanleidingen daarvoor was een aantal sterfgevallen van mensen die door een bruine slang waren gebeten, terwijl voor de "king brown" al sinds 1930 een tegengif beschikbaar was. Chandra kwam erachter dat het taipans moesten zijn geweest, omdat het verspreidingsgebied van die slang veel groter bleek dan voorheen werd aangenomen.
Dat werk, plus andere inspanningen op het gebied van de taipan, leverden Chandra de bijnaam "The Taipan Man" op. Later zou Chandra nog tientallen jaren lezingen verzorgen over slangen en over eerste hulp en ander medisch handelen na een slangenbeet.

### Latere leven
In 1965 werd Chandra getroffen door verlammingsverschijnselen aan beide benen. Operaties en fysiotherapie hebben hem nooit helemaal kunnen doen herstellen. Chandra leidde enige tijd een wasserij, maar kon later toch zijn shows en lezingen weer oppakken. Chandra overleed in Mackay eind juli 1998.

## Erkenning
In 1975 ontving Chandra de Medaille van het Britse Rijk en in 1995 de Medaille van de Orde van Australië. In Mackay is een park naar hem vernoemd.